# 鲁九公墓
鲁九公墓、鲁诸公墓是春秋时期，鲁桓公等九位鲁国国君的墓葬:89，位于山东省济宁市的汶上县、梁山县、嘉祥县的三县交界处，面积约50万平方米。
1985年4月，嘉祥县的遗址以鲁诸公墓之名列入第一批济宁市文物保护单位。1992年，以茅家堌堆墓群之名列为第二批山东省文物保护单位之一。

## 历史
鲁桓公之前的魯魏公、魯厲公等九公，圴安葬于曲阜城东的防山之麓:89，即今防山墓群。《春秋》等史料记载：“桓公游于阚，面南望气卜吉，而欲葬焉。”前694年，鲁桓公逝世，按他的遗愿葬于鲁国下邑阚城西南的凤凰岭之阳:89。
鲁桓公之后的魯莊公、魯閔公、魯僖公、魯文公、魯宣公、魯成公、鲁襄公俱按照埋葬周天子的礼仪法规安葬于阙城。魯昭公死在晋国边邑千侯，被篡权的季氏大夫埋在诸公墓道南（外），不符合礼法。孔子任司寇时，在昭公墓南侧和东西两侧开掘一条U形沟堑，意为聚合鲁昭公遗散在外的神灵，使之与诸公墓神灵相沟通。后世称之为孔子沟:89。
这些墓葬称鲁九公墓或鲁诸公墓，又因陵墓以鲁桓公、鲁庄公居上，称桓庄陵。明朝万历年间，鲁九公墓和孔子沟的遗迹尚存:89。明朝《汶上县志》记载：“鲁诸公墓在县西南阚乡泽（今汶上县西南南旺镇附近）。”

## 遗迹及保护
在当代，吴家堌堆、王家堌堆、黄家堌堆、茅家堌堆、姬家堌堆、阎家堌堆、平家堌堆、三堌堆等被认为是鲁九公墓遗迹，俗称姬家皇林:90。吴家堌堆高出地表约7米，为圆形封土，直径约30米。遗址周围散落着大量从西周至唐朝的陶片。
1985年4月，位于嘉祥县梁宝寺镇杜庄村的遗址，以鲁诸公墓（两个）之名列入第一批济宁市文物保护单位，类别为古墓葬，时代为春秋，编号：73，嘉祥9，含于阚城遗址。1992年6月12日，山东省人民政府以茅家堌堆墓群之名，列入为第二批山东省文物保护单位。
茅家堌堆墓群在嘉祥县境内，分布于梁宝寺镇王场村、大张楼镇联合村。在王场村的保护范围为王场村堌堆向东55米、南70米、西165米、北60米，建设控制地带为保护范围外缘线四周各30米。在联合村的保护范围为联合村堌堆向北至路，向南至沟渠，向东至沟渠，向西至沟渠。建设控制地带为保护范围外缘线四周各30米。